# Alexeter rapidator
Alexeter rapidator är en stekelart som beskrevs av Aubert 1998. Alexeter rapidator ingår i släktet Alexeter och familjen brokparasitsteklar. Inga underarter finns listade i Catalogue of Life.